# Potemnemus rosenbergii
Potemnemus rosenbergii là một loài bọ cánh cứng trong họ Cerambycidae.